# Castle of the Winds
Castle of the Winds è un videogioco freeware creato nel 1989 da Rick Saada. Originariamente realizzato secondo il modello sequelware seguendo l'esempio di Wolfenstein 3D, fu sviluppato usando le Windows API da Saada, all'epoca dipendente Microsoft, e successivamente pubblicato da Epic Megagames. Basato su Moria, è uno dei primi esempi di roguelike dotati di interfaccia grafica.
Castle of the Winds è composto da due parti: la prima, distribuita gratuitamente, denominata A Question of Vengeance mentre il secondo episodio ha come sottotitolo Lifthransir's Bane. Nel 1998 Rick Saada ha reso disponibili gratuitamente entrambi i titoli sul suo sito personale.